# Розбаум, Александр Рихардович
Александр Рихардович Розбаум (род. 30 ноября 1968, Калинин) — муниципальный служащий. Мэр Великого Новгорода (с 10 октября 2022 года).

## Биография
Александр Розбаум родился 30 ноября 1968 года в городе Калинине (Калининской области, РСФСР, СССР).

### Образование
В 1990 году окончил Симферопольское высшее военно-политическое строительное училище, в 2004 году — Санкт-Петербургский университет МВД России (юриспруденция).

### Работа
С 1986 года по 1994 служба в Вооруженных Силах СССР, России.
С 1986 года по 1994 служба в органах внутренних дел, УВД Новгородской области.
С 1996 года по 2008 служба в таможенных органах, подполковник таможенной службы.
С 2008 года по 2011 — заместитель директора МУП «Новгородский водоканал».
С 2008 года по 2011 — председатель Комитета по управлению муниципальным имуществом Великого Новгорода.
С 2012 года по 2013 — заместитель Главы Администрации Великого Новгорода.
В 2014—2018 годах — руководитель Государственной инспекции труда — главный государственный инспектор труда в Новгородской области, ВрИО Руководителя Государственной инспекции труда в Калининградской области.
С 2018 года — Глава Старорусского муниципального района.
23 сентября 2022 года на очередном заседании Думы Великого Новгорода, на основании решения конкурсной комиссии по отбору кандидатур на должность Главы городского округа Великий Новгород, избран на должность мэра Великого Новгорода. Дата вступления в полномочия — 10 октября 2022 года.

### Семья
Женат, отец двоих детей.

## Награды
- 2001 год — досрочное звание майор таможенной службы
- 2004 год — досрочное звание подполковник таможенной службы
- 2006 год — медаль «За службу в таможенных органах» III степени.
- 2015 год — Благодарность руководителя Федеральной службы по труду и занятости